# Fediàixino
Fediàixino (en rus: Федяшино) és un poble del krai de Perm, a Rússia, que en el cens del 2010 tenia 106 habitants.